# 格拉弗姆湖
52°17′53″N 0°18′54″W / 52.29810°N 0.31504°W

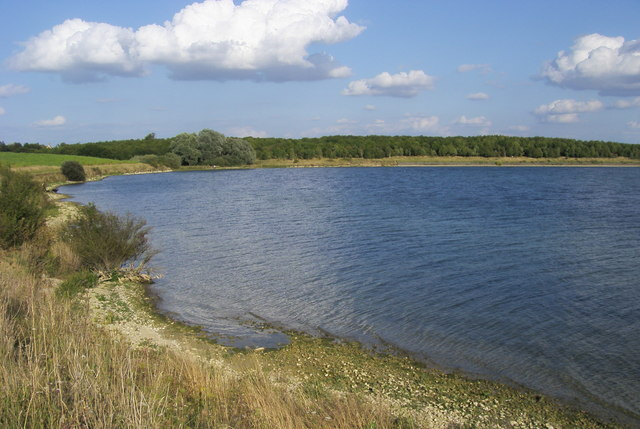

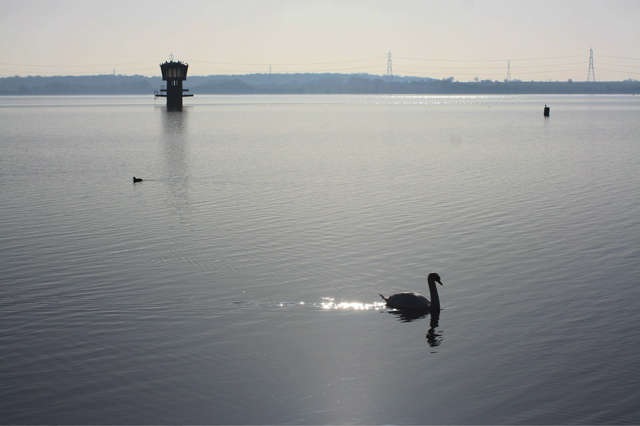

格拉弗姆湖是英格蘭的水庫，由劍橋郡負責管轄，始建於1965年，長4.3公里、寬2.35公里，面積6.28平方公里，是英格蘭第八大水庫，蓄水量0.58億立方米。

## 外部連結
- Wildlife Trust Reserve
- Birds
- Anglian Water website （页面存档备份，存于）
- Angling （页面存档备份，存于）
- Cycling （页面存档备份，存于）
- Sailing, wind-surfing, powerboating （页面存档备份，存于）
- Grafham water sailing club （页面存档备份，存于）